# Montanejos
Montanejos é um município da Espanha na província de Castelló, Comunidade Valenciana. Tem 37,8 km² de área e em 2021 tinha 544 habitantes (densidade: 14,4 hab./km²).

## Demografia
| Variação demográfica do município entre 1991 e 2004 | Variação demográfica do município entre 1991 e 2004 | Variação demográfica do município entre 1991 e 2004 | Variação demográfica do município entre 1991 e 2004 |
| --------------------------------------------------- | --------------------------------------------------- | --------------------------------------------------- | --------------------------------------------------- |
| 1991                                                | 1996                                                | 2001                                                | 2004                                                |
| 422                                                 | 404                                                 | 414                                                 | 481                                                 |